# Имперский округ

Имперские округа в начале XVI века.

Имперский округ (нем. Reichskreis) — административное образование в составе Священной Римской империи, со времени уложения Максимилиана I, представляющее собой объединение различных государственных образований (епископств, аббатств, герцогств, и так далее) каждого из крупных исторических регионов империи в военно-фискальных целях, а также для повышения эффективности поддержания порядка и решения межгосударственных и межконфессиональных конфликтов. 
Государства, входящие в состав имперского округа, сохраняли свой суверенитет.

## Образование округов
Решение об образовании в составе Священной Римской империи округов было принято в рамках Имперской реформы 1495 года. Первые шесть округов были созданы в 1500 году по решению Аугсбургского рейхстага. Это были следующие округа:
- Баварский округ[2];
- Верхнерейнский округ (Верхне-Рейнский округ[3]);
- Вестфальский округ (Нидерландский)[4];
- Нижнесаксонский округ[5];
- Франконский округ[6];
- Швабский округ[7].

В 1512 году дополнительно было образовано ещё четыре округа:
- Австрийский округ
- Бургундский округ
- Верхнесаксонский округ
- Куррейнский округ

Границы десяти имперских округов просуществовали практически без изменений до начала 1790-х годов, когда войны с революционной Францией разрушили систему округов. Часть имперских округов, тем не менее, просуществовала до самого конца Священной Римской империи в 1806 году.

## Состав округов
В состав каждого из округов входили все государственные образования, находящиеся на его территории, а именно: светские княжества, церковные владения, свободные города, владения имперских рыцарей. Существовали, однако, исключения. Так не являлись частью системы округов следующие территории:
- земли Чешской короны (Богемия, Моравия, Силезия, Верхняя и Нижняя Лужица);
- Швейцария;
- государства Северной Италии (кроме епископств Трент и Бриксен);
- некоторые немецкие княжества (графства Мёмпельгард, Евер, Гогенрехберг, Дик, Реда, владения Шмалькальден, Книпхаузен и ряд других).

Состав членов имперских округов на протяжении всей истории их существования не оставался неизменным. Хотя общим принципом был переход права на участие в органах управления округа после прекращения правящей династии к новым правителям государства-члена округа, зачастую это правило нарушалось, чтобы не допустить усиления того или иного княжества. Так герцогам Вюртемберга не позволили получить право голоса в собрании Швабского округа за герцогство Тек, а королю Пруссии — в собрании Франконского округа за графство Гейер. Также к новым владельцам не перешли права на участие в органах управления округов секуляризированных монастырей (Герренальб, Кённигсбронн) и ряда епископств без суверенной территории (Гурк, Лавант). Кроме того, достаточно значительное число территорий-членов имперских округов потеряло право на участие в имперском рейхстаге после прекращения их правящих династий и присоединения этих владений к другим немецким княжествам (например, Юлих, Берг, Клеве, Юстинген, Гогенвальдек и многие другие).
Помимо государственных образований в структуру имперских округов входили лично главы двух дворянских родов — князья Турн-и-Таксис и Лёвенштейн-Вертгейм-Рошфор.

## Органы управления
Органом управления округом являлось окружное собрание (нем. Kreistag). Каждое государственное образование, входящее в состав округа, имело один голос на заседаниях окружного собрания. В отличие от имперского рейхстага, в окружных собраниях отсутствовал принцип коллективного голоса карликовых государств. В результате большинство голосов в собраниях принадлежало малым и карликовым территориям. Зачастую с ними блокировались и свободные города. Хотя крупные княжества имели рычаги влияния на имперских рыцарей и небольшие сеньории, что позволяло им в некоторых округах диктовать свою волю, именно те округа, в которых подавляющее большинство государств относилось к малым и карликовым (Швабский и Франконский) были наиболее эффективны в осуществлении военно-фискальных мероприятий и проведении собственной политики.

## Функции округов
Среди функций, осуществляемых имперскими округами, выделяют три группы:
1. Поддержание порядка в регионе и разрешение возникающих конфликтов между членами округа мирным путём.
2. Создание коллективной системы обороны, включая поддержание боеспособности крепостей на территории округа, набор и содержание вооружённых сил.
3. Распределение и взимание имперских налогов.

Большое значение для повышения эффективности деятельности имперских округов имели постановления имперского рейхстага 1681 года, передавшие практически все вопросы военного строительства и организации имперской армии на уровень округов. В компетенции императора были оставлены только назначение высшего командного состава и определение стратегии военных действий в случае войны. Финансирование организуемой армии осуществлялось по округам путём взносов государств, входящих в состав округа, в пропорции, утверждённой в 1521 году Эта система могла быть эффективной, если подавляющее большинство членов округа принимали в финансировании и содержании войск реальное участие. Крупные княжества, такие как Бранденбург-Пруссия или Ганновер, преследовали, главным образом, собственные политические цели и зачастую отказывались от участия в общеокружных мероприятиях. Поэтому деятельность Верхнесаксонского и Нижнесаксонского округов была практически парализована. В то же время Швабский и Франконский округа, в которых отсутствовали крупные государства, являлись примером эффективного взаимодействия и даже создали Союз двух округов (нем. Associationen), ставший активным участником международных отношений в конце XVII-начале XVIII веков.
Военное значение округов существенно возросло после перехода к постоянной армии. Так Союз Швабского и Франконского округов в 1694 году принял решение не распускать набранные в округах войска после окончания военных действий, а создать на их основе специальные постоянно действующие военные соединения, получившие название Окружные войска (нем. Kreistruppen). Эти войска также состояли из контингентов, предоставляемых государствам-членами округов, исходя из их населения и финансовых возможностей.

## Значение округов в империи
Создание имперских округов имело большое значение для повышения эффективности организации обороны и поддержания правопорядка в империи. Они фактически стали одним из главных элементов объединения многочисленных немецких государств в единый политический организм Священной Римской империи. На уровне округов ярко проявилась идея имперского патриотизма (нем. Reichspatriotismus), в основе которого лежала лояльность империи и императору как её главе. Кроме того, округа играли функцию поддержания статус-кво в империи, защищая мелкие княжества и города от поглощения крупными государствами, а церковные владения от секуляризации. Об уровне эффективности осуществления имперскими округами этой функции говорит тот факт, что до начала войн с революционной Францией случаи насильственных захватов крупными княжествами (такими как Пруссия, Бавария, Пфальц, Ганновер или Саксония) их более мелких соседей были единичными и вызывали общее возмущение и длительные судебные тяжбы. Ещё одним аспектом охранительной функции имперских округов была защита прав сословий от посягательств на них со стороны князей. Так в 1719 году вмешательство государств Нижнесаксонского округа не позволило герцогу Мекленбургскому ликвидировать самоуправление городов на территории его владений.
Эффективность функционирования имперских округов во многом зависела от готовности крупных и средних государств активно участвовать в расходах округов и содержании войск. Кроме того крайне важна была также поддержка, оказываемая императором мелким княжествам, рыцарям, свободным городам и церковным владениям в их противостоянии с крупными государствами, преследующими собственные интересы. Поэтому прекращение участия крупных княжеств в работе округов вызывало их практический паралич, как это произошло в конце XVII века в Верхнесаксонском и Нижнесаксонском округах после приостановки финансирования со стороны Бранденбурга и Ганновера, и в конце XVIII века в Швабском округе после отзыва вооружённых сил Вюртемберга. А когда император в условиях поражений от революционной французской армии перестал оказывать поддержку мелким государственным образованиям вся система статус-кво рухнула: в 1803 году в империи была произведена всеобщая секуляризация церковных владений, а свободные города и мелкие графства были поглощены крупными княжествами. Это фактически означало конец системы имперских округов, хотя юридически они просуществовали до роспуска Священной Римской империи в 1806 году.